# 長沼健太郎
長沼 健太郎（ながぬま けんたろう、1982年〈昭和57年〉1月12日 - ）は、富山県高岡市出身のドラマー。身長176cm。体重60kg。血液型B型。
ザ・クワガターズ、the ChameleonsのドラマーとしてRISING SUN ROCK FESTIVAL 2008等に出演し、現在はフリサト(FRESUBT)、一寸笑劇(サポート)、LAZYgunsBRISKY(サポート)などで活動している。

## 人物
- ドラムを始めたきっかけは『バンドやりたかったけど、なんとなく後ろに居たかったから』という理由。
- 尊敬するアーティストは真心ブラザーズ、浅井健一、サンボマスター、YOUR SONG IS GOOD、thee michelle gun elephant。
- 真心ブラザーズのサポートドラマー、須貝直人に師事。
- ライブ・レコーディングではLUDWIGのブラックビューティーやLM-400、PAISTEのシンバルを愛用。
- イベントなどでDJも務める。
- 理想の女性をAKB48チームＢ、渡辺麻友だと発言している。
- ガンバ大阪サポーター。好きな選手は松波正信、吉原宏太。
- 『ガンバさん』と名付けたネザーランドドワーフを飼っている。
- スニーカーマニアで、所有は200足前後。